# 劉建 (千乘王)
千乘哀王刘建（1世纪？—61年10月14日），汉朝皇子，汉明帝长子。永平三年四月辛酉（60年6月4日），汉明帝立刘建为千乘王。次年九月戊寅（61年10月14日），刘建薨逝，谥号哀。刘建年少无子，千乘国（今山东省高青县）除。

## 延伸阅读
[在维基数据编辑]
 《後漢書/卷50》，出自范晔《後漢書》